# David Lynch
David Keith Lynch (Missoula, 20 de janeiro de 1946 – Los Angeles, 16 de janeiro de 2025) foi um diretor, roteirista, produtor, artista visual, músico e ator norte-americano. Conhecido por seus filmes surrealistas, ele desenvolveu seu próprio estilo cinematográfico, chamado de "Lynchiano", caracterizado por imagens de sonhos e meticuloso desenho sonoro. Na verdade, o surreal e, em muitos casos, os elementos violentos de seus filmes lhes deram a reputação de "perturbar, ofender ou mistificar" seus públicos.
Nascido em uma família de classe média em Missoula, Montana, Lynch passou sua infância viajando pelos Estados Unidos, antes de ir estudar pintura na Academia de Belas-Artes da Pensilvânia, na Filadélfia, onde ele fez a transição para produzir curtas. Decidindo dedicar-se mais totalmente a esse meio, ele se mudou para Los Angeles, onde produziu seu primeiro filme, o terror surrealista Eraserhead (1977). Depois de Eraserhead se tornar um clássico cult no circuito de filmes da meia-noite, Lynch foi contratado para dirigir The Elephant Man (1980), a partir do qual ele conseguiu sucesso comercial. Após ser contratado pela De Laurentiis Entertainment Group, ele procedeu para fazer mais dois filmes: o épico de ficção científica Dune (1984), que foi um fracasso de crítica e bilheteria, e o filme de crime neo-noir Blue Velvet, que foi muito aclamado.
Procedendo para criar sua própria série de televisão com Mark Frost, a altamente popular Twin Peaks (1990–1992, 2017), ele também criou a prequela cinematográfica Twin Peaks: Fire Walk with Me (1992), um filme de estrada, Wild at Heart (1990), e um filme de família, The Straight Story (1999), no mesmo período. Se virando mais profundamente para o surrealismo, três de seus filmes seguintes trabalharam na estrutura da "lógica dos sonhos" Lost Highway (1997), Mulholland Drive (2001) e Inland Empire (2006). No meio tempo, Lynch procedeu para abraçar a internet como um meio, produzindo vários programas para a web, como a animação DumbLand (2002) e o sitcom surreal Rabbits (2002).

## Biografia
Nascido em 20 de janeiro de 1946 na cidade de Missoula (estado de Montana), Lynch foi filho de um pesquisador do Departamento de Agricultura dos Estados Unidos (Donald Walton Lynch) e de uma professora de inglês (Edwina "Sunny" Lynch). Seus avós maternos imigraram da Finlândia para os Estados Unidos no século XIX, Lynch nasceu e foi criado dentro dos preceitos da religião presbiteriana. Teve uma infância itinerante no interior dos Estados Unidos. Mesmo assim, conseguiu concluir os estudos. Tendo o sonho de ser pintor, especializou-se sobre o tema numa academia de arte. Largou o curso mais tarde e partiu para uma viagem à Europa em busca de inspiração para seu trabalho, que durou apenas quinze dias, deixando seus pais furiosos. De volta ao país de origem, Lynch, agora pressionado pelos pais a sair de casa e conseguir algum dinheiro, viu-se na obrigação de trabalhar em ramos que não lhe agradavam, trabalhando inclusive em uma firma de engenharia como desenhista e em uma loja de molduras de seu senhorio, além de trabalhar como zelador após ter sido demitido por arranhar uma moldura. Lynch voltou aos estudos entrando na Academia de Belas Artes da Filadélfia por sugestão de Jack Fisk, quando o encontrou varrendo uma loja de artes. Segundo Fisk, Lynch era "um ótimo varredor", e nunca perdeu o orgulho de ter trabalhado varrendo. Em 1967 casou-se com uma colega e teve sua única filha (teria mais dois homens), Jennifer Lynch, que se tornaria diretora e também tomaria gosto pelo bizarro. Foi ela quem dirigiu o "clássico trash" Encaixotando Helena (1993) (Boxing Helena). Lynch estava totalmente envolvido com artes plásticas, e isso se refletiu na linguagem de seus primeiros trabalhos, que também eram bastante provocadores. Nessa época realizou os seguintes curta-metragens: Six Men Getting Sick (1966), The Alphabet (1968), The Grandmother (1970) e The Amputee (1974).
Em 1971 começou a trabalhar na produção da sua primeira longa-metragem, Eraserhead (1977). E não foi tarefa fácil, tomando cinco anos de sua vida para a sua conclusão, além do final de seu casamento. Eraserhead foi considerado difícil. Na época de seu lançamento poucas pessoas assistiram o filme que já misturava o tão famoso mundo bizarro de Lynch e arte em stop-motion. Anos depois, dirigiu seu primeiro grande filme, O Homem Elefante (1980) (The Elephant Man). Produzido por Mel Brooks (que gostou do que viu em Eraserhead), o longa foi muito bem recebido pela crítica e recebeu oito indicações ao Oscar, incluindo melhor diretor. Em 1984, Lynch dirigiria a ficção científica Duna, uma superprodução sob a tutela de Dino De Laurentiis. O resultado foi um retumbante fracasso, fazendo com que o cineasta nunca mais se envolvesse em projetos grandiosos. A sua volta por cima seria dada em 1986 com Veludo Azul (Blue Velvet), thriller com toques de fantasia que deu a Lynch nova indicação ao Oscar da categoria. Além de uma parceria que seria constante com o compositor Angelo Badalamenti. Em 1990 ganhou a Palma de Ouro do Festival de Cannes com Coração Selvagem (Wild at Heart), protagonizado por Laura Dern e Nicolas Cage.

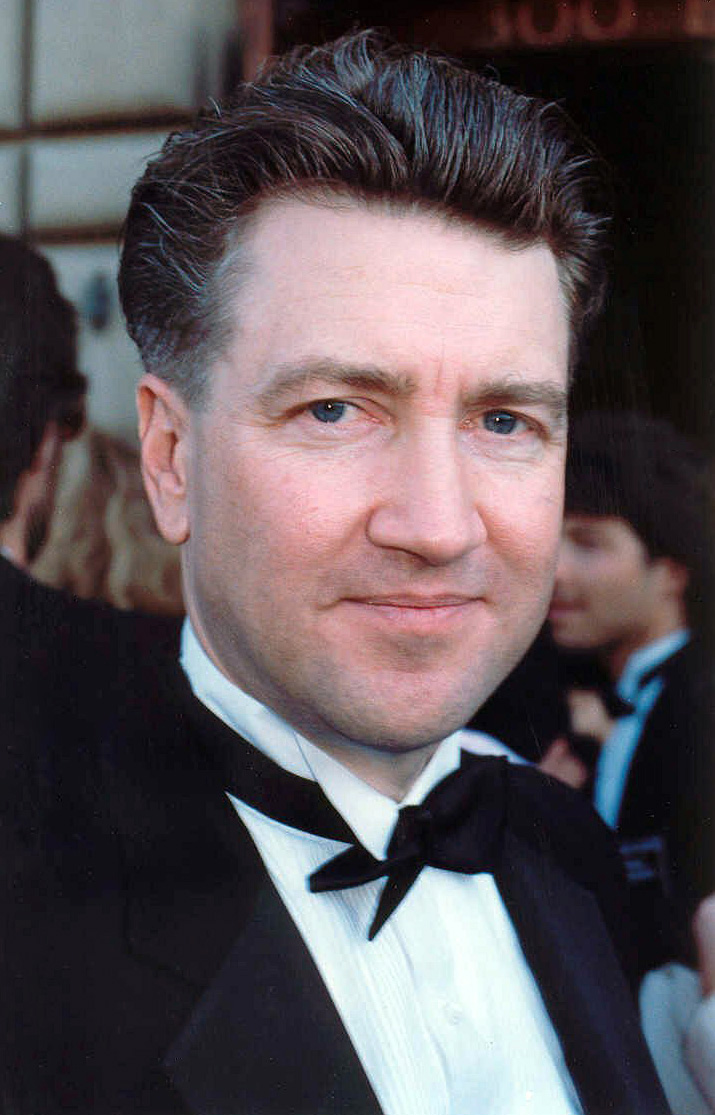
Lynch em 1990

Ainda no mesmo ano Lynch faria sua estreia na televisão como criador de uma série que marcou época, Twin Peaks. Tendo como astro o mesmo ator principal de Duna e Veludo Azul, Kyle MacLachlan, a trama gira sobre a morte de uma jovem moradora da cidade que dá título à série. Lynch dirigiu apenas o piloto e cinco dos 29 episódios. Com o sucesso, em 1992 uma versão para o cinema foi lançada, onde mostrava mais detalhes sobre a intrincada trama. Para desespero do diretor, o filme foi um fracasso, arrecadando míseros quatro milhões de dólares. O mistério de Laura Palmer foi o único sucesso na TV de Lynch, mesmo tendo participado da criação de outros seriados. Um desses fracassos seria Mulholland Drive (2001) planejado como série televisiva, mas adaptado para o cinema quando os produtores não gostaram do material apresentado. Em 1997, Lost Highway (Lost Highway) chegou aos cinemas. Foi outro thriller com toques de fantástico e considerado pelos fãs do cineasta como o seu trabalho mais insano. Talvez por causa disso, realizou The Straight Story (1999) logo depois. O filme foi diferente de tudo que ele já havia feito, sem quase nenhum elemento bizarro, a não ser pelo fato do protagonista atravessar o país a bordo de um pequeno trator para visitar o irmão — Lynch em "versão calma". Já em Mulholand Drive" voltaria a sua característica principal, com um filme recheado de personagens (muitos deslocados por terem sido desenvolvidos especialmente para a cancelada série de TV) e situações bizarríssimas. Foi o filme que revelou a atriz Naomi Watts e deu a Lynch o prêmio de melhor diretor do Festival de Cannes. Inland Empire (no Brasil, Império dos Sonhos), seu último longa, é um filme plástico. O filme é como se fosse uma interseção dele com outros filmes e um programa televisivo (Rabbits), este último, o ápice: onde tudo se espelha, e provavelmente tende a chegar, igual a um paraíso desorientado, o qual Susan/Grace (personagens centrais) conquista e contempla — a vencedora, guiada como o filme bruto foi guiado, pela intuição ou magia, numa linda explosão de vingança e libertação.
David Lynch sempre esteve envolvido em projetos. Nunca parou de produzir curtas e quase sempre criava filmes em animação. A internet também foi um caminho que adotou para divulgar os seus trabalhos tendo em seu site pessoal um grande acervo de trabalhos.

## Morte
David Lynch morreu em 16 de janeiro de 2025, aos 78 anos⁣. Ele sofria de enfisema pulmonar, uma condição que ele mencionou publicamente no ano anterior, embora a causa da morte pode não ter sido esta. A sua família anunciou a sua morte numa postagem nas redes sociais: "Há agora um grande vazio no mundo com a sua partida. Mas, como ele mesmo diria, 'Olhe para o donut e não para o buraco'. É um dia lindo, com um sol dourado e céu azul por toda parte".

## Filmografia

### Cinema
| Ano  | Filme                          | Diretor | Produtor | Roteirista | Ator |
| ---- | ------------------------------ | ------- | -------- | ---------- | ---- |
| 1977 | Eraserhead                     | Sim     | Sim      | Sim        |      |
| 1980 | The Elephant Man               | Sim     | Sim      | Sim        | Sim  |
| 1984 | Dune                           | Sim     |          | Sim        | Sim  |
| 1986 | Blue Velvet                    | Sim     |          | Sim        |      |
| 1988 | Zelly & Me                     |         |          |            | Sim  |
| 1990 | Wild at Heart                  | Sim     |          | Sim        | Sim  |
| 1992 | Twin Peaks: Fire Walk with Me  | Sim     | Sim      | Sim        | Sim  |
| 1997 | Lost Highway                   | Sim     |          | Sim        |      |
| 1999 | The Straight Story             | Sim     |          |            |      |
| 2001 | Mulholland Drive               | Sim     | Sim      | Sim        |      |
| 2006 | Inland Empire                  | Sim     | Sim      | Sim        | Sim  |
| 2014 | Twin Peaks: The Missing Pieces | Sim     | Sim      | Sim        | Sim  |
| 2017 | Girlfriend's Day               |         |          |            | Sim  |
| 2017 | Lucky                          |         |          |            | Sim  |

### Televisão
| Ano       | Série                  | Criador | Produtor | Roteirista | Ator |
| --------- | ---------------------- | ------- | -------- | ---------- | ---- |
| 1988      | Les Français vus par   |         | Sim      |            |      |
| 1990-1991 | Twin Peaks             | Sim     | Sim      | Sim        | Sim  |
| 1992      | On The Air             | Sim     | Sim      | Sim        |      |
| 1993      | Hotel Room             | Sim     | Sim      | Sim        |      |
| 2017      | Twin Peaks: The Return | Sim     | Sim      | Sim        | Sim  |

## Premiações

#### Oscar
| Ano  | Categoria               | Indicação             | Notas    |
| ---- | ----------------------- | --------------------- | -------- |
| 1981 | Melhor Roteiro Adaptado | The Elephant Man      | Indicado |
| 1981 | Melhor Direção          | The Elephant Man      | Indicado |
| 1987 | Melhor Direção          | Blue Velvet           | Indicado |
| 2002 | Melhor Direção          | Mulholland Drive      | Indicado |
| 2020 | Oscar Honorário         | Pelo Conjunto da Obra | Venceu   |

#### Emmy Awards
| Ano  | Categoria                                                       | Indicação  | Notas    |
| ---- | --------------------------------------------------------------- | ---------- | -------- |
| 1990 | Melhor Série Dramática                                          | Twin Peaks | Indicado |
| 1990 | Melhor Direção em Série Dramática                               | Twin Peaks | Indicado |
| 1990 | Melhor Roteiro em Série Dramática                               | Twin Peaks | Indicado |
| 1990 | Melhor Música e Letra Original                                  | Twin Peaks | Indicado |
| 1990 | Melhor Música Tema de Abertura                                  | Twin Peaks | Indicado |
| 2018 | Melhor Direção em Minissérie ou Telefilme                       | Twin Peaks | Indicado |
| 2018 | Melhor Roteiro em Minissérie ou Telefilme                       | Twin Peaks | Indicado |
| 2018 | Melhor Edição de Imagens com uma Única Câmera em uma Minissérie | Twin Peaks | Indicado |
| 2018 | Melhor Edição de Som em Minissérie                              | Twin Peaks | Indicado |

#### Globo de Ouro
| Ano  | Categoria              | Indicação        | Notas    |
| ---- | ---------------------- | ---------------- | -------- |
| 1981 | Melhor Direção         | The Elephant Man | Indicado |
| 1987 | Melhor Roteiro         | Blue Velvet      | Indicado |
| 1991 | Melhor Série Dramática | Twin Peaks       | Venceu   |
| 2002 | Melhor Direção         | Mulholland Drive | Indicado |
| 2002 | Melhor Roteiro         | Mulholland Drive | Indicado |

#### BAFTA
| Ano  | Categoria               | Indicação        | Notas    |
| ---- | ----------------------- | ---------------- | -------- |
| 1981 | Melhor Direção          | The Elephant Man | Indicado |
| 1981 | Melhor Roteiro Adaptado | The Elephant Man | Indicado |

#### Festival de Cannes
| Ano  | Categoria      | Indicação                     | Notas    |
| ---- | -------------- | ----------------------------- | -------- |
| 1990 | Palma de Ouro  | Wild at Heart                 | Venceu   |
| 1992 | Palma de Ouro  | Twin Peaks: Fire Walk with Me | Indicado |
| 1999 | Palma de Ouro  | The Straight Story            | Indicado |
| 2001 | Palma de Ouro  | Mulholland Drive              | Indicado |
| 2001 | Melhor Direção | Mulholland Drive              | Venceu   |